# Charles Cohen
Charles Cohen (9. října 1945 – 29. září 2017) byl americký hudebník věnující se elektronické hudbě. Inspiroval se freejazzovými hudebníky, hlavně klavíristou Cecilem Taylorem. Svou často improvizovanou hudbu tvoří na syntezátoru značky Buchla. Roku 2015 vydal desku Brother I Prove You Wrong, což je jeho první studiové album od roku 1988. V roce 2013 vydal několik alb, které však byly složeny z archivního materiálu. V roce 2015 byl zatčen, neboť údajně vyžadoval sex od nezletilých. Dne 29. července 2017 byl propuštěn a o dva měsíce později, 29. září, zemřel z přirozených příčin ve věku 71 let.